# Karel Maria Raymond van Arenberg
Karel Leopold Maria Raymond van Arenberg (Edingen, 1 april 1721 – aldaar, 17 augustus 1778) was een Zuid-Nederlands veldmaarschalk in het Oostenrijkse leger, en hertog van het Duitse staatje Arenberg.

## Biografie
Karel Maria Raymond was de zoon van Leopold Filips van Arenberg en donna Maria Francesca Pignatelli.
Vanaf 1740 was hij adjunct-grootbaljuw van Henegouwen met recht van opvolging. In de Oostenrijkse Successieoorlog diende hij aanvankelijk in zijn vaders regiment, maar werd spoedig kolonel van een eigen regiment. Niet veel later is hij als generaal-majoor belast met de verdediging van Maastricht (1748).
In 1754 volgde hij zijn vader op als hertog van Arenberg, hertog van Aarschot, heer van Edingen, en grootbaljuw van Henegouwen.
In de Zevenjarige Oorlog nam hij deel aan de slag bij Praag (1757) en de gevechten daarna. Hij speelde een beslissende rol in het behalen van de overwinning in de slag bij Hochkirch (1758), als bevelhebber van de rechtervleugel van het Oostenrijkse leger dat Frederik de Grote versloeg. Hij kreeg hiervoor het grootkruis in de Orde van Maria Theresia.
Karel werd zwaargewond in de slag bij Torgau (1760), wat een einde maakte aan zijn actieve dienst. Maria Theresia benoemde hem nog tot veldmaarschalk in 1766.
Hij stierf thuis in Edingen aan de pokken.

## Huwelijk en kinderen
Karel Maria Raymond trouwde in 1730 met Louise Margaretha van der Mark, enige dochter en erfgename van Lodewijk Engelbert van der Mark, baron van Lummen. 
Zij kregen als kinderen:
- Françoise (1749-1751)
- Lodewijk Engelbert (1750-1820)
- Marie-Françoise (1751- ), trouwde in 1781 met Joseph Nicolas, graaf Windisch-Graetz
- Marie-Flore (1752-1832), trouwde in 1771 met Wolfgang-Willem d'Ursel
- August Maria Raymond (1753 - 1833)
- Karel Jozef (°1755)
- Lodewijk Maria (1757-1795)
- Marie-Louise (1764- ), in 1781 getrouwd met graaf Lodewijk Starhemberg, zoon van Georg Adam von Starhemberg

- Bibliothèque nationale de France: cb14452462k (data)
- Gemeinsame Normdatei: 116320095
- International Standard Name Identifier: 0000 0000 5533 2142
- Library of Congress Control Number: nb2003015995
- Nationale Bibliotheek van Tsjechië: jn20030430004
- Nederlandse Thesaurus van Auteursnamen: 239487761
- Virtual International Authority File: 10594309
- WorldCat: E39PBJvMwbmtXMP94QbjrxVKVC